# Alexander Parkes

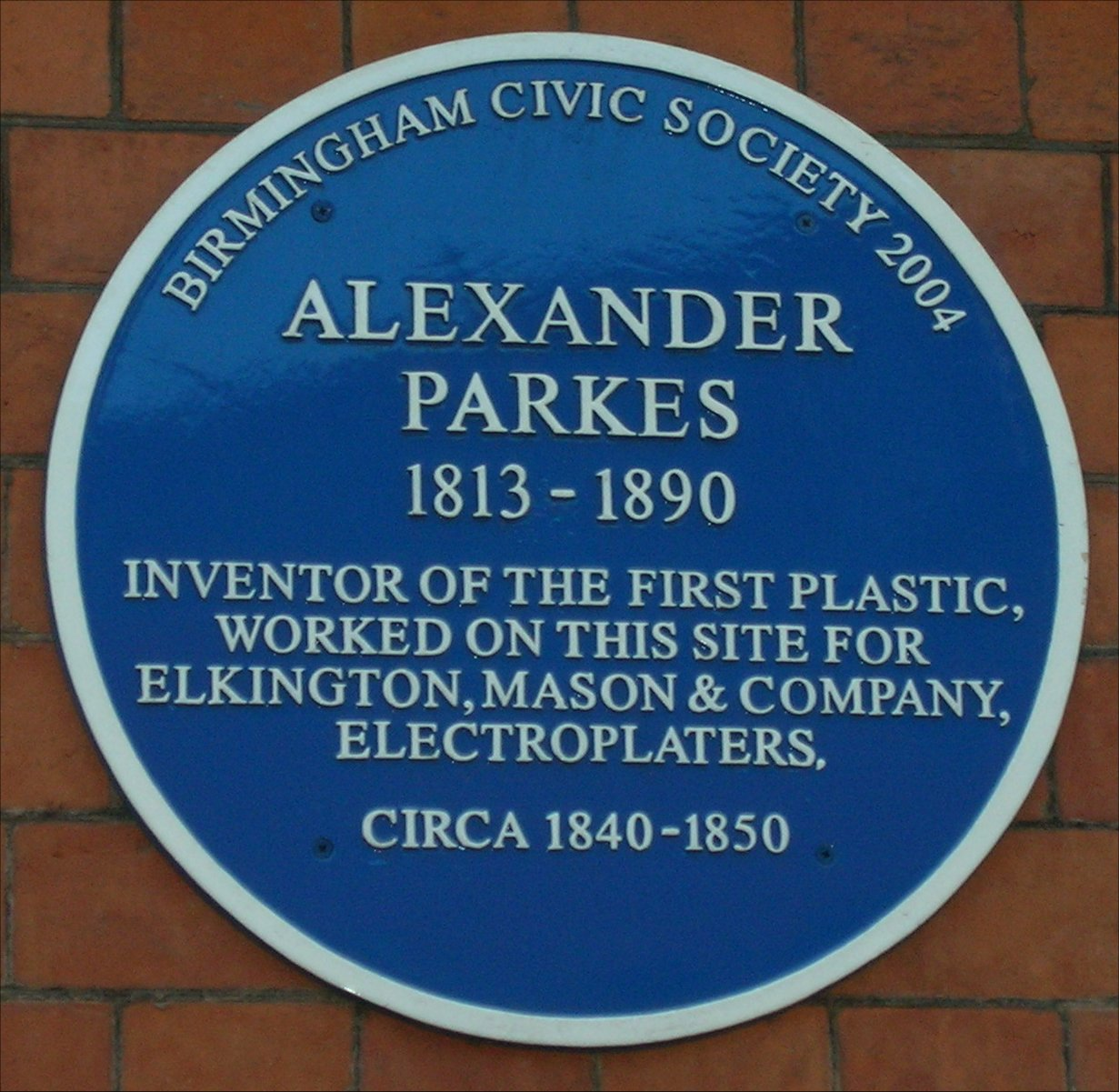
Placa conmemorativa que se encontraba en el taller en que se creó la primera materia plástica

Alexander Parkes (Birmingham, 29 de diciembre de 1813 – Londres, 29 de junio de 1890) fue un metalúrgico e inventor británico. Creó la parkesina, el primer plástico artificial. Obtuvo al menos 66 patentes durante su vida, todas en conexión con el galvanizado eléctrico y los plásticos.

## Biografía
Era el hijo de un fabricante de cerraduras de latón. De joven, hizo su aprendizaje en una fundición de latón en qué trabajó al departamento de fundición. De allá, fue para trabajar en una empresa de galvanoplastia, en qué desarrolló, entre otros, procesos de baño de plata, que permiten de argentar elementos tan frágiles como flores. Su trabajo en estas industrias lo dirigió a experimentar con soluciones de caucho y nitrato de celulosa.

## Patentes
En 1841, consiguió su primera patente de una técnica de impermeabilización con goma. En 1846, obtuvo una patente para la vulcanización a baja temperatura de la goma.

## Memoria
En varios lugares se encuentran placas conmemorativas. En 2002, la Plastics Historical Society (Sociedad de la Historia del Plástico) puso una placa de plástico en su casa de Dulwich, en Londres. La Birmingham Civic Society (Sociedad Cívica de Birmingham) puso una placa en 2004 en el lugar original de los Elkington Silver Electroplating Works, actualmente The old Science Museum, en la calle Newhall, en Birmingham. Otra placa (véase imagen) se encuentra en el lugar de los talleres de Parkes. El septiembre de 2005, fue entronizado póstumamente a la corte de la fama de la American Plastics Academy ('Academia americana de los plásticos'). Su tumba en el cementerio Norwood fue suprimida en los años 1970.